# Systasis aligarhensis
Systasis aligarhensis är en stekelart som beskrevs av Jamal Ahmad och Shafee 1994. Systasis aligarhensis ingår i släktet Systasis och familjen puppglanssteklar. Inga underarter finns listade i Catalogue of Life.